# Garanhão

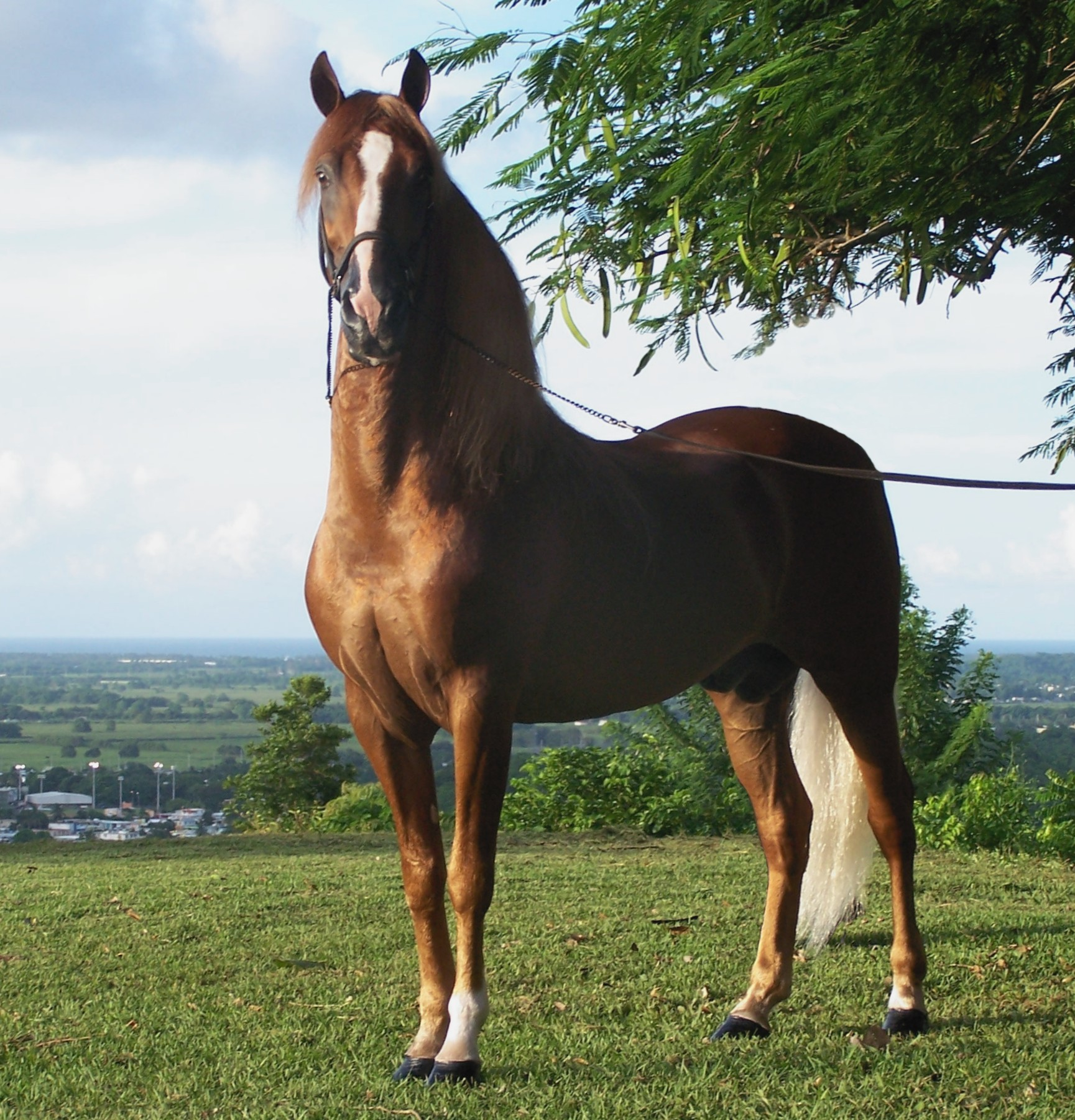
Um cavalo garanhão.

Um garanhão, semental ou cavalo inteiro é um cavalo macho que não foi castrado. Os garanhões têm a mesma conformação e fenótipo de sua raça, mas, dentro desse padrão, a presença de hormônios como a testosterona pode dar a eles certas características como um pescoço mais grosso ou um físico mais muscular, em comparação com os cavalos fêmea, conhecidos como éguas, e com machos castrados, chamados capões.
O temperamento dos garanhões varia muito de acordo com a genética e o adestramento, mas devido a seus instintos de animais de manada, podem ser propensos a um comportamento agressivo, particularmente em relação a outros garanhões, e portanto podem requerer manejo cuidadoso e feito por manipuladores experientes. No entanto, com uma formação e gestão adequada, os garanhões são atletas equinos que ocupam o topo de muitas disciplinas esportivas, incluindo o turfe e o hipismo.

## Comportamento em manada
Contrariamente a mitos populares, muitos garanhões não vivem com um harém de éguas, e, no ambiente natural, não brigam entre si até a morte ao competirem pelas éguas. Por serem animais sociais, os sementais que não são capazes de encontrar ou ganhar um harém de éguas geralmente se unem em grupos de cavalos "solteiros", que são compostos de garanhões de todas as idades. Quando parte de um grupo com éguas, o semental não é o líder de uma manada, mas defende e protege o rebanho de predadores e outros garanhões . O papel de liderança num rebanho cabe a uma égua, conhecida coloquialmente como a "égua madrinha" ou "égua chefe". A égua determina o movimento da manada, com vistas a obter alimentos, água e refúgio. Também determina a rota que o rebanho toma ao fugir do perigo. Quando a manada está em movimento, o semental dominante busca manter os membros desgarrados mais para perto do grupo, e atua como "retaguarda" entre a manada e uma fonte potencial de perigo. Quando a manada se encontra em repouso, todos os membros compartilham a responsabilidade de vigiar o perigo. O semental coloca-se geralmente na borda do grupo, para defender a manada quando necessário.

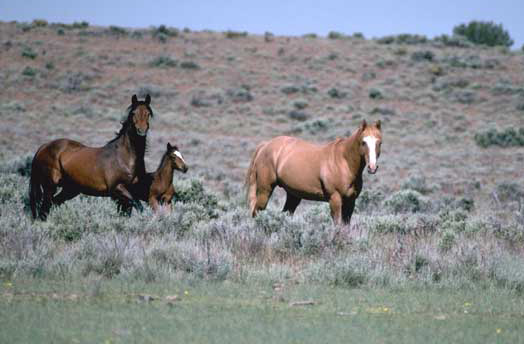
Um semental Mustangue (direita) com parte de seu grupo de éguas e potros.

Normalmente há um garanhão adulto dominante em cada manada de ambos sexos de cavalos. O semental dominante na manada tolera ambos sexos de cavalos enquanto são jovens, mas uma vez que atingem a maturidade sexual, com frequência aos dois anos, o semental expulsa da manada tanto potros como potrancas. Embora potros possam oferecer rivalidade para o semental, estudos sugerem que a partida dos cavalos jovens de ambos sexos também pode ser um comportamento instintivo que reduz ao mínimo o risco de endogamia dentro da manada, já que a maioria dos jovens são a descendencia do garanhão dominante no grupo. Em alguns casos, um jovem macho adulto pode ser tolerado na periferia da manada. Uma teoria é que esse jovem varão se considera um sucessor potencial, que eventualmente pode expulsar o garanhão dominante do rebanho.
As potrancas geralmente unem-se cedo a uma manada diferente, com garanhões dominantes diferentes daqueles de seus grupos de origem. Potros ou garanhões jovens sem éguas próprias costumam formar pequenos grupos de animais solteiros. Viver em grupo dá a esses animais os benefícios sociais e de proteção de uma manada. Essas manadas também podem conter garanhões de mais idade que perderam seu harém em um desafio.
Outros garanhões podem desafiar diretamente um garanhão dominante, ou podem simplesmente "roubar" éguas e formar uma nova manada. Em todo caso, se os dois garanhões encontram-se, raramente ocorre uma verdadeira luta. Normalmente o que ocorre é um dos animais mostrar um comportamento desafiante e o outro, mais fraco, retroceder. Mesmo que haja uma disputa pelo domínio do grupo, raramente os oponentes fazem-no engajando em luta violenta, pois o combatente mais frágil tem a oportunidade de fugir. No entanto, brigas entre garanhões em cativeiro podem resultar em lesões graves, pois as cercas e outras formas de confinamento impossibilitam que o animal perdedor escape de maneira segura.

## Anatomia reprodutiva

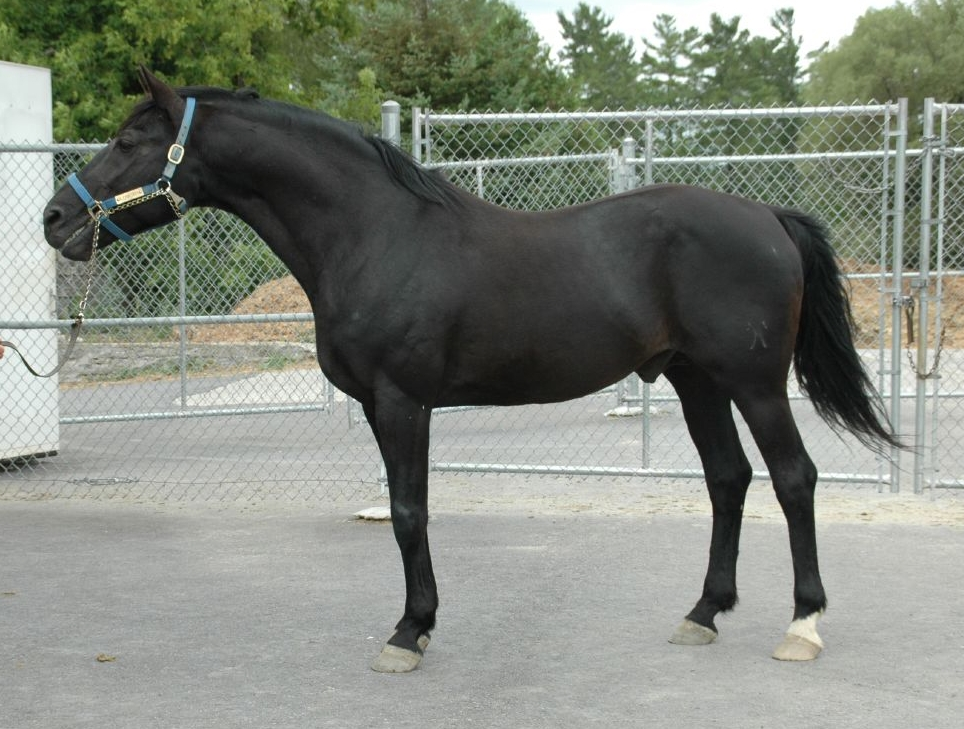
Características secundárias de um garanhão incluem musculatura mais pesada que a de éguas e cavalos castrados de sua raça, com frequência com um considerável desenvolvimento ao longo da crista do pescoço.

O sistema reprodutor é responsável pelo comportamento sexual e pelas características sexuais secundárias (como uma grande crista) do garanhão.
Os genitais externos compreendem:
- os testículos, que estão suspensos horizontalmente dentro do escroto. Os testículos de um garanhão são ovoides e têm de 8 a 12 centímetros de comprimento;
- o pênis, com o prepúcio.[2] Os garanhões têm um pênis vascular que, quando não se encontra ereto, é flácido e fica contido dentro do prepúcio. O músculo retrator do pênis dos cavalos é relativamente desenvolvido. A ereção ocorre gradualmente, pelo aumento de tumescência do tecido vascular erétil no corpo cavernoso do pênis.[3]